# ابوالقاسم مالینی
ابوالقاسم صاعد مالینی (۲۵ ژانویه ۱۰۶۵ – ۱۸ ژوئیه ۱۱۴۶) (نسب: صاعد بن ابوالفضل، شعیبی مالینی) محدث و فقیه خراسانی بود. او در مالین، هرات سکونت داشت. سمعانی او را «بزرگ‌منشی نیکوکار، خیررسان و بسیار حدیث‌شناس» وصف کرده است و استادان او را نام برده است.